# Wanning
Wanning léase Uán-Níng (en chino:万宁市,pinyin:Wàn níng shì) es una ciudad-subprefectura bajo la administración directa de la provincia de Hainan. Se ubica al oeste de las costa del Mar de la China Meridional,sur de la República Popular China. Su área es de 1884 km² y su población total es de 545 597 (2010).

## Administración
La ciudad-subprefectura de Wanning se divide en 12 poblados: Wàn chéngzhèn, lóng gǔn zhèn, hé lè zhèn, hòu ān zhèn, dà mào zhèn, dōng ào zhèn, lǐ jì zhèn, zhǎngfēng zhèn, shāngēn zhèn, běidà zhèn, nán qiáo zhèn y sān gēng luō zhèn

## Economía
La ciudad de produce café, pimienta, caucho, arroz, banano, caña de azúcar, entre otros.

## Clima
| Parámetros climáticos promedio de Wanning (1971-2000) | Parámetros climáticos promedio de Wanning (1971-2000) | Parámetros climáticos promedio de Wanning (1971-2000) | Parámetros climáticos promedio de Wanning (1971-2000) | Parámetros climáticos promedio de Wanning (1971-2000) | Parámetros climáticos promedio de Wanning (1971-2000) | Parámetros climáticos promedio de Wanning (1971-2000) | Parámetros climáticos promedio de Wanning (1971-2000) | Parámetros climáticos promedio de Wanning (1971-2000) | Parámetros climáticos promedio de Wanning (1971-2000) | Parámetros climáticos promedio de Wanning (1971-2000) | Parámetros climáticos promedio de Wanning (1971-2000) | Parámetros climáticos promedio de Wanning (1971-2000) | Parámetros climáticos promedio de Wanning (1971-2000) |
| Mes                                                   | Ene.                                                  | Feb.                                                  | Mar.                                                  | Abr.                                                  | May.                                                  | Jun.                                                  | Jul.                                                  | Ago.                                                  | Sep.                                                  | Oct.                                                  | Nov.                                                  | Dic.                                                  | Anual                                                 |
| ----------------------------------------------------- | ----------------------------------------------------- | ----------------------------------------------------- | ----------------------------------------------------- | ----------------------------------------------------- | ----------------------------------------------------- | ----------------------------------------------------- | ----------------------------------------------------- | ----------------------------------------------------- | ----------------------------------------------------- | ----------------------------------------------------- | ----------------------------------------------------- | ----------------------------------------------------- | ----------------------------------------------------- |
| Temp. máx. media (°C)                                 | 22.7                                                  | 23.8                                                  | 26.8                                                  | 29.8                                                  | 32.1                                                  | 32.7                                                  | 33.0                                                  | 32.6                                                  | 31.1                                                  | 28.8                                                  | 25.9                                                  | 23.2                                                  | 28.5                                                  |
| Temp. media (°C)                                      | 18.5                                                  | 19.7                                                  | 22.6                                                  | 25.5                                                  | 27.4                                                  | 28.3                                                  | 28.4                                                  | 27.8                                                  | 26.8                                                  | 25.0                                                  | 22.1                                                  | 19.2                                                  | 24.3                                                  |
| Temp. mín. media (°C)                                 | 15.8                                                  | 17.1                                                  | 19.8                                                  | 22.7                                                  | 24.3                                                  | 25.3                                                  | 25.2                                                  | 24.7                                                  | 24.0                                                  | 22.4                                                  | 19.4                                                  | 16.5                                                  | 21.4                                                  |
| Lluvias (mm)                                          | 31.4                                                  | 43.5                                                  | 47.5                                                  | 125.4                                                 | 215.4                                                 | 196.5                                                 | 178.8                                                 | 280.4                                                 | 367.6                                                 | 345.7                                                 | 159.6                                                 | 68.2                                                  | 2060.0                                                |
| Días de lluvias (≥ 0.1 mm)                            | 10.6                                                  | 11.1                                                  | 10.1                                                  | 12.1                                                  | 15.0                                                  | 14.6                                                  | 12.9                                                  | 17.9                                                  | 17.5                                                  | 16.5                                                  | 13.4                                                  | 10.8                                                  | 162.5                                                 |
| Horas de sol                                          | 116.3                                                 | 101.6                                                 | 150.3                                                 | 181.4                                                 | 219.3                                                 | 225.3                                                 | 251.4                                                 | 215.4                                                 | 179.8                                                 | 162.5                                                 | 121.1                                                 | 112.2                                                 | 2036.6                                                |
| Humedad relativa (%)                                  | 87                                                    | 88                                                    | 87                                                    | 86                                                    | 85                                                    | 84                                                    | 84                                                    | 86                                                    | 87                                                    | 86                                                    | 85                                                    | 84                                                    | 85.8                                                  |
| Fuente: China Meteorological Administration           |                                                       |                                                       |                                                       |                                                       |                                                       |                                                       |                                                       |                                                       |                                                       |                                                       |                                                       |                                                       |                                                       |